# Onlinepizza
Onlinepizza var ett svenskt förmedlingsföretag av restaurangtjänster i fyra länder, Sverige, Finland, Polen och Österrike, sedermera uppköpt av Delivery Hero Sweden AB. Onlinepizza grundades sommaren 2005 i Linköping av Erik Mellström Byrenius, Ulf Engstrand och Per Anders Bjelkstål under företaget Adapex Handelsbolag.
Företaget Onlinepizza bildades 2008 då även Dan-Raoul Castillo Rodas trätt in som bolagsman.
Företaget blev  uppmärksammat för sin marknadsföring av nyårsdagen som "stora pizzadagen" vilket bidragit till att det denna dag (då många restauranger är stängda) äts mycket pizza.
Över 1 400 restauranger i mer än 200 svenska orter var anslutna till tjänsten, där man bland annat kunde hitta pizzor, kebab, sushi, indisk mat, grillrätter, asiatisk mat och husmanskost.
Den 2 april 2012 blev det offentligt att den tyska snabbmatskedjan Delivery Hero hade förvärvat Onlinepizza och dess dotterbolag för en summa som översteg en kvarts miljard SEK.
Under 2019 lade Delivery Hero ned både Onlinepizza och Hungrig.se för att istället slå ihop dessa varumärken med Foodora. Anledningen var enligt Samir Bachkami, vd för Delivery Hero Sverige, att både det var för dyrt att driva tre olika varumärken och att det skulle vara mer lönsamt att slå ihop dem till ett enda märke.